# Demokratická strana (Kypr)
Demokratická strana (řecky: Δημοκρατικό Κόμμα; Dimokratikó Kómma), známá též pod zkratkou DIKO, je kyperská středová politická strana. Někdy je označovaná za středolevou, někdy za středopravou, nicméně je součástí některých mezinárodních sdružení sociálnědemokratických stran, jako je Pokrokové spojenectví socialistů a demokratů v Evropském parlamentu nebo Progresivní aliance (nikoli však Socialistická internacionála či Strana evropských socialistů). Je proevropská, bývá též označována za nacionalistickou. Sama sebe označuje za nejvěrnějšího následovníka idejí zakladatele Kypru arcibiskupa Makaria. Založená byla roku 1976 Spyrosem Kyprianem. Do prezidentské funkce prosadila dva své kandidáty, zakladatel strany Spyros Kyprianu byl prezidentem v letech 1977 až 1988 a Tassos Papadopulos v letech 2003 až 2008. Ve všech parlamentních volbách od roku 1981 skončila na třetím místě, krom voleb v roce 1985, kdy skončila druhá a dosáhla svého dosud maximálního volebního zisku 27,65 procent hlasů. Její volební baštou je distrikt Pafos na západě země. Je považována za "vyvažovací prvek" v souboji mezi komunistickou stranou AKEL a pravicovou stranou DISY. DIKO střídavě podporuje jednu z těchto stran, čímž si vydobyla značný vliv. V roce 2004 strana ostře odmítla Annanův plán a v otázce řecko-tureckého sporu je považována za nesmiřitelnou.